# Канадський інститут українських студій

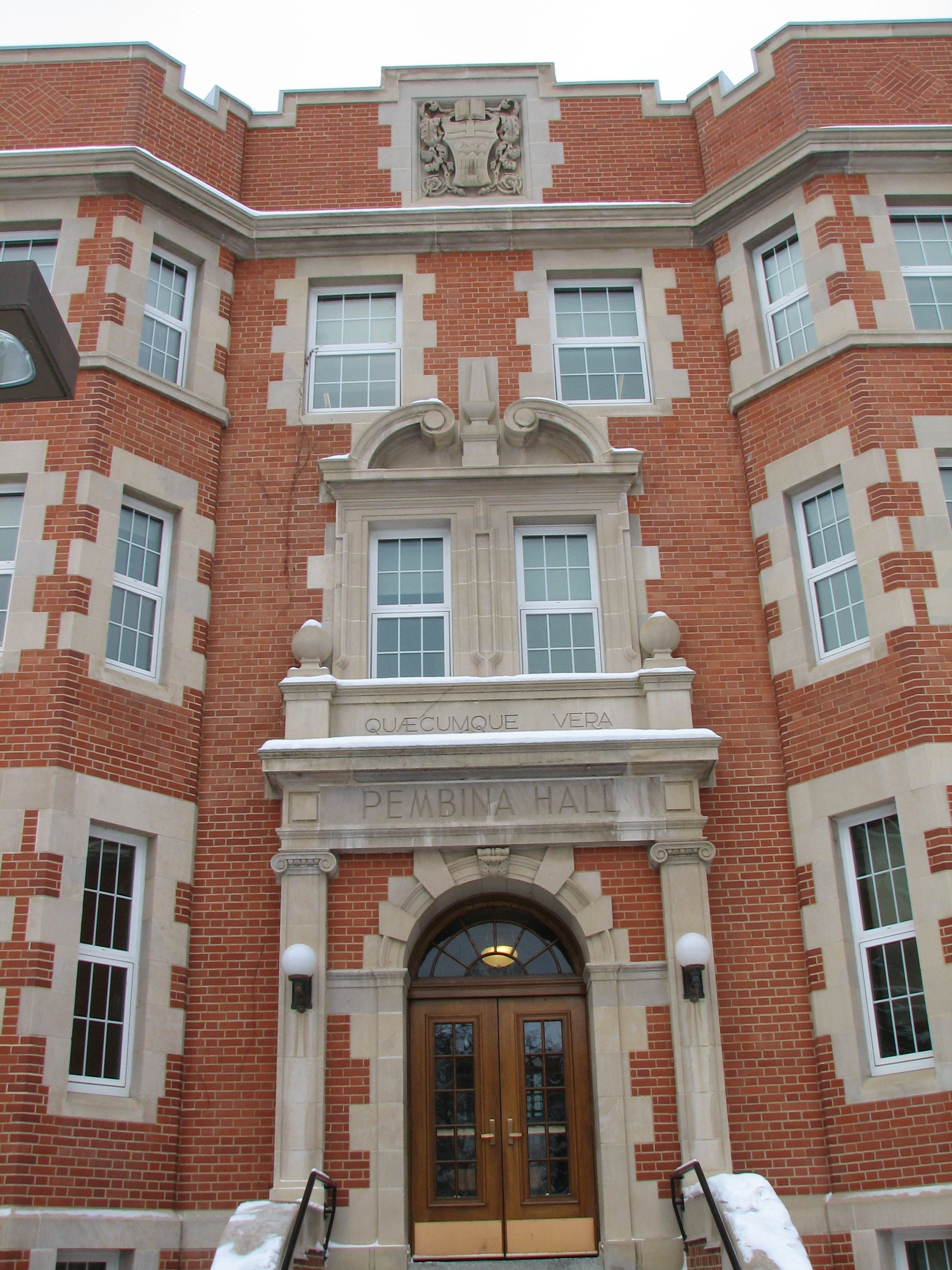
Pembina Hall — приміщення Канадського інституту українських студій

Канадський інститут українських студій, або КІУС (англ. Canadian Institute of Ukrainian Studies, CIUS) — осередок українознавчих студій поза межами України, заснований у 1976 році при Альбертському університеті в Едмонтоні, Канада. Веде науково-дослідну і видавничу діяльність з української та українсько-канадської тематики, зокрема про Україну та про українську діаспору.

## Дослідницька робота
Наймасштабніший проєкт КІУС — п'ятитомна англомовна Encyclopedia of Ukraine видавництва Торонтського університету (1984—1993).
Центр досліджень історії України ім. Петра Яцика при КІУС видає, зокрема, англомовну «Історію України-Руси» Михайла Грушевського (англ. History of Ukraine-Rus).
При КІУС діє Дослідно-освітній консорціум із вивчення Голодомору (англ. Holodomor Research and Education Consortium (HREC)), що має на меті дослідження, вивчення, опублікування та поширення правдивої інформації про Голодомор в Україні 1932-33 рр., з тим щоб українська трагедія була ширше визнана в канадському суспільстві та була представлена у шкільних програмах з історії і геноциду.

## Директори інституту
- Манолій Лупул (1976—1986)
- Богдан Кравченко  (1986—1991)
- Френк Сисин  (1991—1993)
- Зенон Когут (1994—2012)
- Володимир Кравченко (2012—2018)
- Ярс Балан (2018—2020)
- Наталія Ханенко-Фрізен (від 2020 р.)